# Крест «За военные заслуги» (Липпе-Детмольд)
Знак «За военные заслуги» (нем. Kriegsverdienstkreuz) — военная награда княжества Липпе, учреждённая 8 декабря 1914 года Леопольдом IV. Вручалась за отличие во время военных действий. Крестом было награждено 18 000 солдат и 1100 гражданских лиц.

## Описание
Крест бронзовый, позолочёный. На аверсе в центре изображена роза Липпе, окружённая лавровым венком. В верхней части креста, над венком нициалы Леопольда IV, в нижней год — «1914». На реверсе надпись «FÜR, AUSZEICHNUNG IM, KRIEGE» в три строки.
У наград участников боевых действий лента жёлтого цвета с красным и белым краем. Лента небоевой версии белая, с жёлтыми и красными краями.

## Известные награждённые
- Манфред фон Рихтгофен
- Герд фон Рундштедт
- Рупрехт Баварский
- Леопольд Баварский
- Юрген Штроп